# Miconia kavanayensis
Miconia kavanayensis är en tvåhjärtbladig växtart som beskrevs av John Julius Wurdack. Miconia kavanayensis ingår i släktet Miconia och familjen Melastomataceae. Inga underarter finns listade i Catalogue of Life.